# Cabezón de la Sierra
Cabezón de la Sierra est une commune d'Espagne dans la communauté autonome de Castille-et-León, province de Burgos. Elle s'étend sur 19,83 km2 et comptait environ 58 habitants en 2011.